# 李汶靜
李汶靜（英語：Nancy Li Man Ching，1957年—2000年11月29日），新聞主播、公共事務部節目主持及監製。

## 生平
李汶靜小學就讀瑪利諾修院學校，中學就讀聖保羅男女中學，1980年畢業於香港大學英文系，主修比較文學。1981年1月1日加入無綫電視，先後擔任中英文台（翡翠台、明珠台）記者、新聞主播、公共事務部節目主持及監製。1993年－1994年期間轉職香港有線電視。1994年底返回無綫新聞，擔任公共事務部節目策劃及新聞報道之工作。參與的新聞節目曾多次獲國際獎項，其中1995年的《「終戰」五十年》得皮博迪獎。
六四事件後，1991年，無綫電視派李汶靜和袁志偉訪問中華人民共和國國務院總理李鵬，分別負責英、中文部分。上頭擬定問題，李汶靜卻另設問題，高層「傳話下來，如不跟足劇本就不要做」；結果李汶靜不做，袁志偉兼做中文台翡翠台和英文台明珠台；李汶靜無聲抗議，見李鵬「跟他握手時，有意側頭轉臉不看他」。時任無綫新聞部主管的黃應士「向來愛惜她，那次維護她，壓力一定有。」
1997年初，李汶靜罹患末期大腸癌，2000年11月29日凌晨五時許逝世，終年僅43歲，遺下一兒一女及配偶葉浩名（前無綫攝影師）。

## 參與節目
- 《新聞透視》（1980年代）
- 《三年零八個月》（1991年）
- 《「終戰」五十年》（1995年）

## 家庭
李汶靜的兄長是香港著名科普、科幻作家，前香港太空館助理館長，前香港天文台科學主任李偉才博士（筆名李逆熵）。